# Cana Brava Airport
Cana Brava Airport är en flygplats i Brasilien.   Den ligger i kommunen João Pinheiro och delstaten Minas Gerais, i den sydöstra delen av landet, 280 km sydost om huvudstaden Brasília. Cana Brava Airport ligger 530 meter över havet.
Terrängen runt Cana Brava Airport är huvudsakligen platt. Cana Brava Airport ligger nere i en dal. Trakten runt Cana Brava Airport är nära nog obefolkad, med mindre än två invånare per kvadratkilometer..
Omgivningarna runt Cana Brava Airport är huvudsakligen savann.